# 중국의 선사 시대
중국의 선사 시대는 신석기 시대부터를 기준으로 약 1만년전에 시작되었다.

## 중국의 선사 시대
중국의 선사 시대에 존재하였던 문명들은 이러하다.
| 시기                          | 한국어 명칭                  | 한자 명칭              | 현재 위치                                  |
| ----------------------------- | ---------------------------- | ---------------------- | ------------------------------------------ |
| 기원전 7500년 ~ 기원전 6100년 | 펑터우산 문화                | 彭頭山文化             | 후난성 동서부의 양쯔강 중류                |
| 기원전 7000년 ~ 기원전 5000년 | 페이리강 문화                | 裴李崗文化             | 허난성 뤄허(洛河) 부근 계곡                |
| 기원전 6500년 ~ 기원전 5500년 | 허우리 문화                  | 后李文化               | 산둥지방                                   |
| 기원전 6200년 ~ 기원전 5400년 | 싱룽와 문화                  | 興隆洼文化             | 내몽고 접경 지역                           |
| 기원전 6000년 ~ 기원전 5500년 | 츠산 문화                    | 磁山文化               | 허베이성 남부                              |
| 기원전 5800년 ~ 기원전 5400년 | 라오관타이 문화(다디완 문화) | 老官台文化, 大地灣文化 | 감숙성과 섬서성 서부                       |
| 기원전 5500년 ~ 기원전 4800년 | 신러 문화                    | 新樂文化               | 랴오둥반도의 랴오허 하류                   |
| 기원전 5400년 ~ 기원전 4500년 | 자오바오거우 문화            | 趙宝溝文化             | 내몽고의 난하 계곡과 허베이성 북부         |
| 기원전 5300년 ~ 기원전 4100년 | 베이신 문화                  | 北辛文化               | 산둥성                                     |
| 기원전 5000년 ~ 기원전 4500년 | 허무두 문화                  | 河姆渡文化             | 닝보, 저우산, 저장 지역                    |
| 기원전 5000년 ~ 기원전 3000년 | 다시 문화                    | 大溪文化               | 삼협 지방                                  |
| 기원전 5000년 ~ 기원전 3000년 | 마자방 문화                  | 馬家浜文化             | 태호 지역과 항저우 북부                    |
| 기원전 5000년 ~ 기원전 3000년 | 양사오 문화                  | 仰韶文化               | 허난, 섬서, 산서 지방                      |
| 기원전 4700년 ~ 기원전 2900년 | 훙산 문화                    | 紅山文化               | 내몽고, 요동, 하북 지방                    |
| 기원전 4100년 ~ 기원전 2600년 | 다원커우 문화                | 大汶口文化             | 산동, 안휘, 허난성, 강소성 지방            |
| 기원전 3400년 ~ 기원전 2250년 | 량주 문화                    | 良渚文化               | 양쯔강 삼각주                              |
| 기원전 3100년 ~ 기원전 2700년 | 마자야오 문화                | 馬家窯文化             | 간쑤성의 황하 상류와 청해                  |
| 기원전 3100년 ~ 기원전 2700년 | 취자링 문화                  | 屈家嶺文化             | 허베이성의 장강(양쯔강) 중류 지역과 허난성 |
| 기원전 3000년 ~ 기원전 2000년 | 룽산 문화                    | 龍山文化               | 황하 중·하류                               |
| 기원전 2800년 ~ 기원전 2000년 | 바오둔 문화                  | 寶墩文化               | 청두 평원                                  |
| 기원전 2500년 ~ 기원전 2000년 | 스자허 문화                  | 石家河文化             | 허베이성의 양쯔강 중류                     |
| 기원전 2100년 ~ 기원전 1500년 | 얼리터우 문화                | 二里頭文化             | 옌스, 허난성                               |

## 같이 보기
- 중국의 역사
- 중국